# 普萊森特瓦利鎮區 (內布拉斯加州道奇縣)
普萊森特瓦利鎮區（英語：Pleasant Valley Township）是位於美國內布拉斯加州道奇縣的一個行政鎮區。

## 地方資料
普萊森特瓦利鎮區的面積為93.33平方千米，皆為陸地。根據2020年美國人口普查的數據，當地共有人口141人，而人口密度為每平方千米1.51人。